# Good Person
"Joheun Saram" (tiếng Hàn Quốc: 좋은 사람, "Good Person") là đĩa đơn đầu tay của nhóm nhạc nữ T-ara phát hành vào ngày 29 tháng 4 năm 2009. Ca khúc này là nhạc phim cho bộ phim truyền hình Cinderella Man, vì thế nên không được quảng bá trên các chương trình âm nhạc. Ban đầu, ca khúc được 5 thành viên đầu tiên (Jiae, Jiwon, Eunjung, Hyomin và Jiyeon) thu âm và đặt tên là "Good Person" (Ver. 1). Sau khi Jiae và Jiwon rời nhóm, T-ara quyết định gia âm lại bài hát với 3 thành viên mới là Boram, Qri, Soyeon và được đưa vào album đầu tay của nhóm Absolute First Album.